# Zoë Pastelle Holthuizen
Zoë Pastelle Holthuizen, kurz Zoë Pastelle, (* 5. April 1999 in Zürich) ist eine Schweizer Schauspielerin.

## Leben
Zoë Pastelle Holthuizen wuchs in Zürich auf, wo sie von 2014 bis 2017 die European Film Actor School (EFAS) besuchte. Ausserdem begann sie eine Tanzausbildung an der Zürcher Hochschule der Künste (ZHdK). Im November 2013 wurde sie zur „Miss Teenie“ gewählt.
Ihr Kinodebüt in einem Langspielfilm gab sie in dem am Zurich Film Festival (ZFF) im September 2015 uraufgeführten Coming-of-Age-Film Amateur Teens von Niklaus Hilber in der Rolle der Alina. Am ZFF 72 wurde im selben Jahr ihr mit dem Publikumspreis ausgezeichneter Kurzfilm Mein erstes Mal | Nicht mein letztes Mal gezeigt. 2017 spielte sie in Blue My Mind von Lisa Brühlmann an der Seite von Luna Wedler als Mia Weber deren Freundin Gianna. Für ihre Darstellung der Gianna wurde sie für den Schweizer Filmpreis in der Kategorie Beste Nebenrolle nominiert.
2019 wurde sie mit dem neu ins Leben gerufenen Swiss Influencer Award in der Kategorie Lifestyle ausgezeichnet und wurde Jurymitglied der Castingshow Switzerland’s next Topmodel von ProSieben Schweiz.
In dem im Oktober 2020 am Internationalen Filmfestival Schlingel uraufgeführten ZDF-Fernsehfilm Die Hexenprinzessin von Ngo The Chau aus der Reihe Märchenperlen basierend auf dem norwegischen Volksmärchen Zottelhaube verkörperte sie an der Seite von Charlotte Krause als Zottel die Rolle der Königstochter Amalindis.  In der SRF-Serie «Emma lügt» von Regisseurin Bettina Oberli übernahm sie die Rolle der Lehrerin Preisig. Im Herbst 2024 stand sie für Dreharbeiten zu Mädchen Mädchen, einer Neuverfilmung des gleichnamigen Filmes aus dem Jahr 2001, unter der Regie von Martina Plura als Cheyenne vor der Kamera.
In sozialen Medien tritt sie mit ihrem zweiten Vornamen Pastelle als Zoë Pastelle in Erscheinung. Ende Februar 2024 wurde sie Mutter eines Sohnes.

## Filmografie (Auswahl)
- 2015: Amateur Teens (Kinofilm)
- 2015: Mein erstes Mal – Nicht mein letztes Mal (Kurzfilm)
- 2017: Sono Pippa (Kurzfilm)
- 2017: Blue My Mind (Kinofilm)
- 2018: In Raeumen (Kurzfilm)
- 2019: Killing Eve – Desperate Times (Fernsehserie)
- 2020: Die Einstein WG – Nebel hilft – gegen Klimawandel, Durst und lahme Dates
- 2020: Die Hexenprinzessin (Fernsehfilm)
- 2025: Mädchen Mädchen (Kinofilm)

## Auszeichnungen und Nominierungen
- 2018: Schweizer Filmpreis – Nominierung in der Kategorie Beste Nebenrolle für Blue My Mind[8]
- 2018: Braunschweig International Film Festival – Nominierung in der Kategorie Best Actor Newcomer Award für Blue My Mind[3]
- 2019: Swiss Influencer Award in der Kategorie Lifestyle[9]